# Копылов, Аввакум Иванович
Аввакум (Аббакум) Иванович Копылов (конец 18 века — начало 1830-х) — русский религиозный деятель, основатель постнического толка в христововерии, почитался за Христа.

## Биография
Аввакум Копылов был крепостным крестьянином села Перевоз (Тамбовская область) Кирсановского уезда Тамбовской губернии. Он с молодых лет знал книжную грамоту, читал священные книги, подолгу молился и постился. Частыми постами и молитвами он довёл себя до состояния мистической экзальтации, во время которой ему стали являться ангелы. По рассказам хлыстов, однажды после сорокадневного поста, во время которого Копылов ничего не ел и не пил, он был взят ангелами на седьмое небо, причём его тело оставалось на земле, а душа была представлена Богу. Там, на седьмом небе, Копылов говорил с Богом «из уст в уста», и Бог повелел ему читать божественные книги и отыскивать в них средство, как людям спастись. По преданию, когда Копылов беседовал с Богом, по всему небу прогремел Божий глас: «Сей есть сын мой возлюбленный, о нём же благоволих».
Вернувшись на землю, Копылов начал проповедовать новое учение и набирать последователей. Он провёл реформу христововерия, введя в него новые, более строгие аскетические правила. Он удлинил посты, запретил употреблять в пищу мясо, рыбу, картофель, лук и чеснок, а также пить вино и курить табак. Из-за этого его последователей прозвали постниками. Другая сторона его реформы состояла в учении о воплощении божества в отдельных людях, «особо избранной плоти». Сам Копылов почитался учителем, духовником и «живым Христом», жившая с ним крестьянка Татьяна Черносвитова (Ремизова) почиталась пророчицей и «богородицей». «Христу» воздавались божеские почести, а его власть в общине была безграничной. После 20 лет проповеди Копылов и Ремизова были привлечены к суду и заключены в кирсановский острог. Здесь, в заточении, Копылов умер, а Ремизова была сослана на поселение. После смерти Копылова власть в постнической общине передалась по наследству его сыну Филиппу, который был признан новым «христом».